# Walter Kempin
Walter Kempin (* 25. Juni 1850 in Hottingen; † 1. Dezember 1926 in Rüschlikon), gelegentlich auch in der Schreibweise Walther Kempin, war von 1875 bis 1885 Pfarrer der evangelisch-reformierten Kirchgemeinde von Zürich-Enge. Im Jahr 1882 gründete er den „Centralverein des Schweizerischen Roten Kreuzes“, den er bis 1885 leitete. Aus dem Verein sowie dem 1866 gegründeten, jedoch weitestgehend inaktiven „Hülfsverein für schweizerische Wehrmänner und deren Familien“ entstand 1898 mit der Verabschiedung von Statuten und dem Aufbau von landesweiten Strukturen das Schweizerische Rote Kreuz (SRK). 

## Leben
Walter Kempin studierte von 1868 bis 1872 evangelische Theologie an den Universitäten Zürich und Tübingen und wurde 1872 als Pfarrer ordiniert. Im Juni 1875 heiratete er die Juristin Emilie Spyri. Von 1875 bis 1885 wirkte er als Pfarrer der evangelisch-reformierten Kirchgemeinde von Zürich-Enge und als Redakteur der „Schweizerischen Zeitschrift für Gemeinnützigkeit“. Im Jahr 1882 gründete er den „Centralverein des Schweizerischen Roten Kreuzes“, dem er drei Jahre lang als Präsident vorstand. 1885 trat er aufgrund von Spannungen in der Kirchgemeinde als Pfarrer zurück und zog sich darüber hinaus auch aus dem Rotkreuz-Verein zurück.
Auf Drängen seiner Frau, die in der Schweiz nicht als Anwältin zugelassen wurde, wanderte die Familie im Herbst 1888 in die Vereinigten Staaten aus. Walter Kempin kehrte jedoch mit zwei der gemeinsamen drei Kinder zum Jahreswechsel 1889/1890 nach Zürich zurück und setzte an der dortigen Universität von 1890 bis 1892 sein eigenes Jura-Studium fort, das er nach dem Ende seiner Tätigkeit als Pfarrer von 1885 bis 1887 begonnen hatte. Seine Frau folgte ihm im Sommer 1891 ebenfalls zurück in die Schweiz. Gemeinsam eröffneten sie im gleichen Jahr ein „Schweizerisch-amerikanisches Anwaltsbüro“, in dem Walter Kempin als Anwalt tätig war, seine Frau jedoch ohne Zulassung lediglich beratend tätig sein durfte. Die Ehe zerbrach allerdings später aus nicht näher bekannten Gründen, Emilie Kempin-Spyri ging im November 1895 mit dem Ziel einer beruflichen Neuorientierung nach Berlin. 
Auch Walter Kempin wirkte ab 1896 in Deutschland, zunächst als Zeitungsredakteur sowie ab 1906 als Dozent an der höheren Handelsschule in Elberfeld und ab 1911 in gleicher Position in Köln. Im Jahr 1914 heiratete er  in zweiter Ehe Anna Hedwig Adam. Ein Jahr später promovierte er im Alter von 65 Jahren an der Universität Heidelberg. Er verarmte aufgrund der Inflation nach dem Ende des Ersten Weltkriegs und kehrte 1924 nach Zürich zurück. Zwei Jahre später starb er.

## Werke (Auswahl)
- Entwicklung der Bilanzlehre und der Abschlusstechnik. Köln 1910
- Das Problem der Cameralbuchhaltung: Die Buchführung der Staaten und Gemeindeverwaltungen. Köln 1915